# Rejon szarogrodzki
Rejon szarogrodzki – była jednostka administracyjna w składzie obwodu winnickiego Ukrainy. Rozwiązany w 2020 roku, w wyniku reformy decentralizacyjnej.
Powstał w 1965. Miał powierzchnię 1140 km2, liczył około 65 tysięcy mieszkańców. Siedzibą władz rejonu był Szarogród.
W skład rejonu wchodziły 1 miejska rada oraz 31 silskich rad, obejmujących 55 wsi i 6 osad.

## Miejscowości rejonu
- Andrzejówka (Андріївка)
- Arystówka (Аристівка)
- Babyna Dołyna (Бабина Долина)
- Boriwskie (Борівське)
- Budne (Будне)
- Chomenki (Хоменки)
- Czapajewe (Чапаєве)
- Derebczyn (Деребчин)
- Derebczynka[1]  (Мала Деребчинка)
- Derewjanky (Дерев'янки)
- Dołżek (Довжок)
- Dubnyky (Дубинки)
- Dżuryn (Джурин)
- Fedoriwka (Федорівка)
- Hybaliwka (Гибалівка)
- Hołynczyńci (Голинчинці)
- Hreliwka (Грелівка)
- Iwaszkiwci (Івашківці)
- Jarowe (Ярове)
- Juliampil (Юліямпіль)
- Juchymiwka (Юхимівка)
- Juliampilskie (Юліямпільське)
- Kalyniwka (Калинівка)
- Kalityna (Калитинка)
- Klekotyna (Клекотина)
- Kozliwka (Козлівка)
- Konatkiwci (Конатківці)
- Kopystrzyń (Копистирин)
- Kropywnia (Кропивня)
- Lisnycziwka (Лісничівка)
- Łozowa (Лозова)
- Łopatyńci (Лопатинці)
- Łukasziwka (Лукашівка)
- Mowczany[2][3] (Мальовниче)
- Michajliwka (Михайлівка)
- Mysziwske (Мишівське)
- Murafa (Мурафа)
- Nosikówka (Носиківка)
- Olichy (Оліхи)
- Pasnyky (Пасинки)
- Pieńkówka (Пеньківка)
- Perepilczyńci (Перепільчинці)
- Petrowskie (Петровське)
- Pysariwka[4] (Писарівка)
- Plebaniwka (Плебанівка)
- Pokutyna (Покутине)
- Politanki (Політанки)
- Polana (Поляна)
- Rachny Lasowe (Рахни-Лісові)
- Rola (Роля)
- Rudańskie (Руданське)
- Sadkiwci (Садківці)
- Sapieżanka (Сапіжанка)
- Semeniwka (Семенівка)
- Słoboda Szarogrodzka (Слобода-Шаргородська)
- Stril’nyky (Стрільники)
- Surohatka (Сурогатка)
- Szarogród (Шаргород)
- Tekliwka (Теклівка)
- Werbiwka (Вербівка)
- Wołodymyrka (Володимирка)
- Zwedeniwka (Зведенівка)